# ハインリヒ・ユリウス (ブラウンシュヴァイク＝ヴォルフェンビュッテル公)
ハインリヒ・ユリウス（ドイツ語:Heinrich Julius, 1564年10月15日 - 1613年7月30日）は、ブラウンシュヴァイク＝リューネブルク公の1人で、ヴォルフェンビュッテル侯（在位：1589年 - 1613年）。ブラウンシュヴァイク＝ヴォルフェンビュッテル公ユリウスとブランデンブルク選帝侯ヨアヒム2世ヘクトルの娘ヘートヴィヒの間の長男として、ヘッセン・アム・ファルシュタインで生まれた。

## 生涯
1566年、わずか2歳で聖堂参事会の推挙によりハルバーシュタット司教に選ばれている。しかし、2歳の幼児の司教選出はさすがに問題とされ、ハインリヒ・ユリウスが14歳になるまで聖堂参事会が司教領を統治するという事に落ち着いた。この取り決めにより、ハインリヒ・ユリウスは1578年には司教領の統治者となり、司教領における聖俗両界の指導者となった。彼は司教領における民衆教育の質を向上させ、プロテスタント宗教改革をすみずみまで行き渡らせ、一方でカトリック聖職者の諸特権を（愛妾を囲う事を除いて）容認した。
1576年、ハインリヒ・ユリウスは父の創設したヘルムシュテット大学の初代学長となった。彼はまだ12歳でしかなかったが、ラテン語で行われる聖職者同士の神学論争にも参加出来る程優秀だった。法学の勉強を終えた後、彼は父によってヴォルフェンビュッテル侯領の判事に任じられている。1589年に父の後を継いでヴォルフェンビュッテル侯となると、侯領内の法律をザクセン法からローマ法に代え、地元貴族に代えて法学の学位を持つ法律家を判事に任命した。
ハインリヒ・ユリウスはユダヤ人や魔女の迫害で知られていたのみならず、迷信の存在を信じる態度をも排撃した。文芸のパトロンでもあり、1593年から1594年にかけて、彼は10本の演劇を書きあげ、イングランド人の俳優ロバート・ブラウンが率いる劇団を招いて、自作の演劇の1つ『ズザンナ』の短縮版を上演させた。その他の演劇作品は喜劇5本、悲劇4本であったが、これらは大した成功を収める事はなかった。喜劇のうちの1本は、ミュンヒハウゼン男爵の物語をベースにしたものだった。
ハインリヒ・ユリウスはまた建築の学識に関しても玄人はだしで、いくつかの建築物を設計している。その中にはヘルムシュテット大学の中心的な棟である「ユレウム・ノヴム（Juleum novum）」、ヴォルフェンビュッテルの聖堂「ベアタエ・マリアエ・ヴィルギニス（Beatae Mariae Virginis）」も含まれている。オランダ人建築家ハンス・フレーデマン・デ・フリースに命じて都市城塞を築かせ、沼沢地の上にホルンブルクとオッシェルスレーベンを結ぶ運河を建造させた。また、公爵はイギリス人作曲家のジョン・ダウランドを招き、自分に仕えるオルガン奏者のミヒャエル・プレトリウスと引き合わせている。
こうした文化事業は国庫を破綻させ、公債を山のように増やし続けた。ハインリヒ・ユリウスが地元貴族の特権の一部を剥奪すると、臣下の貴族たちはシュパイヤーの帝国議会に公爵を告訴、1601年に両者は妥協に至った。また、ブラウンシュヴァイク市がハインリヒ・ユリウスを主君と認めないと宣言すると、公爵と都市との間で非常に深刻な抗争が起きた。義弟のデンマーク・ノルウェー王クリスチャン4世による調停も失敗に終わり、1606年に神聖ローマ皇帝ルドルフ2世がブラウンシュヴァイク市に非難宣告を出したおかげで、騒動はようやく終結した。
1607年、ハインリヒ・ユリウスはブラウンシュヴァイク市に対して出す非難宣告の詳細を詰める為、プラハ宮廷を訪れた。そこで彼は皇帝の厚い信任を得る事になり、「皇帝の総監督」と呼ばれるようになった。ハインリヒ・ユリウスは皇帝の腹心の立場を利用して、帝国の諸事に強い影響力を及ぼすようになった。ルドルフ2世とその弟マティアス大公の争いの調停と、ボヘミアにおけるカトリックとプロテスタントの激しい対立問題を解決する為に皇帝に手を貸した。その見返りに、彼はブラウンシュヴァイク市の問題について皇帝の全面的な支援を受ける事ができた。
ルドルフ2世が1612年に死ぬと、ハインリヒ・ユリウスは再びプラハを訪れ、後継者のマティアスに陳情をした。翌1613年7月20日、深酒が原因でプラハで客死した。遺体はヴォルフェンビュッテルの聖堂に葬られた。

## 子女
1585年、ハインリヒ・ユリウスはザクセン選帝侯アウグストの娘ドロテア（1563年 - 1587年）と最初の結婚をした。ドロテアは娘を1人産んだ直後に亡くなった。
- ドロテア・ヘートヴィヒ（1587年 - 1609年） - 1605年、アンハルト＝ツェルプスト侯ルドルフと結婚

1590年、デンマーク・ノルウェー王フレゼリク2世の娘エリサベト（1573年 - 1626年）と再婚した。夫妻は間に10人の子供をもうけた。
- フリードリヒ・ウルリヒ（1591年 - 1634年）
- ゾフィー・ヘートヴィヒ（1592年 - 1642年） - 1607年、ナッサウ＝ディーツ伯エルンスト・カシミールと結婚
- エリーザベト（1593年 - 1650年） - 1612年にザクセン公子アウグスト（ザクセン選帝侯クリスティアン1世の息子）と初婚、1618年にザクセン＝アルテンブルク公ヨハン・フィリップと再婚
- ヘートヴィヒ（1595年 - 1650年） - ポンメルン公ウルリヒと結婚
- ドロテア（1596年 - 1643年） - 1615年にブランデンブルク公子クリスティアン・ヴィルヘルム（ブランデンブルク選帝侯ヨアヒム・フリードリヒの息子）と結婚
- ハインリヒ・ユリウス（1597年 - 1606年）
- クリスティアン（1599年 - 1626年）
- ルドルフ（1602年 - 1616年）
- ハインリヒ・カール（1609年 - 1615年）
- アンネ・アウグステ（1612年 - 1673年） - ナッサウ＝ディレンブルク伯ゲオルク・ルートヴィヒと結婚

| 爵位・家督    | 爵位・家督                                                                    | 爵位・家督                  |
| ------------- | ----------------------------------------------------------------------------- | --------------------------- |
| 先代 ユリウス | ブラウンシュヴァイク＝ヴォルフェンビュッテル侯 カレンベルク侯 1589年 - 1613年 | 次代 フリードリヒ・ウルリヒ |